# زیاگان کانادا
زیاگان کانادا (انگلیسی: Fauna of Canada) متشکل از حدود ۲۰۰ گونه پستاندار، بیش از ۴۶۰ گونه پرنده بومی، ۴۳ گونه دوزیست، ۴۳ گونه خزنده و ۱٬۲۰۰ گونه ماهی است. بررسی زیست‌شناسی کانادا نشان می‌دهد که حدود ۵۵٬۰۰۰ گونه حشره و ۱۱٬۰۰۰ گونه عنکبوت و هیره در این کشور وجود دارند.